# サンタローザ (カリフォルニア州)
サンタローザ（英: Santa Rosa）は、アメリカ合衆国カリフォルニア州の都市。ソノマ郡の郡庁所在地である。人口は17万8127人（2020年）。カリフォルニア州のワインカントリーでは最大、かつサンフランシスコ・ベイエリアではサンノゼ、サンフランシスコ、オークランド、フリーモントに続く第5の都市である。

## 歴史

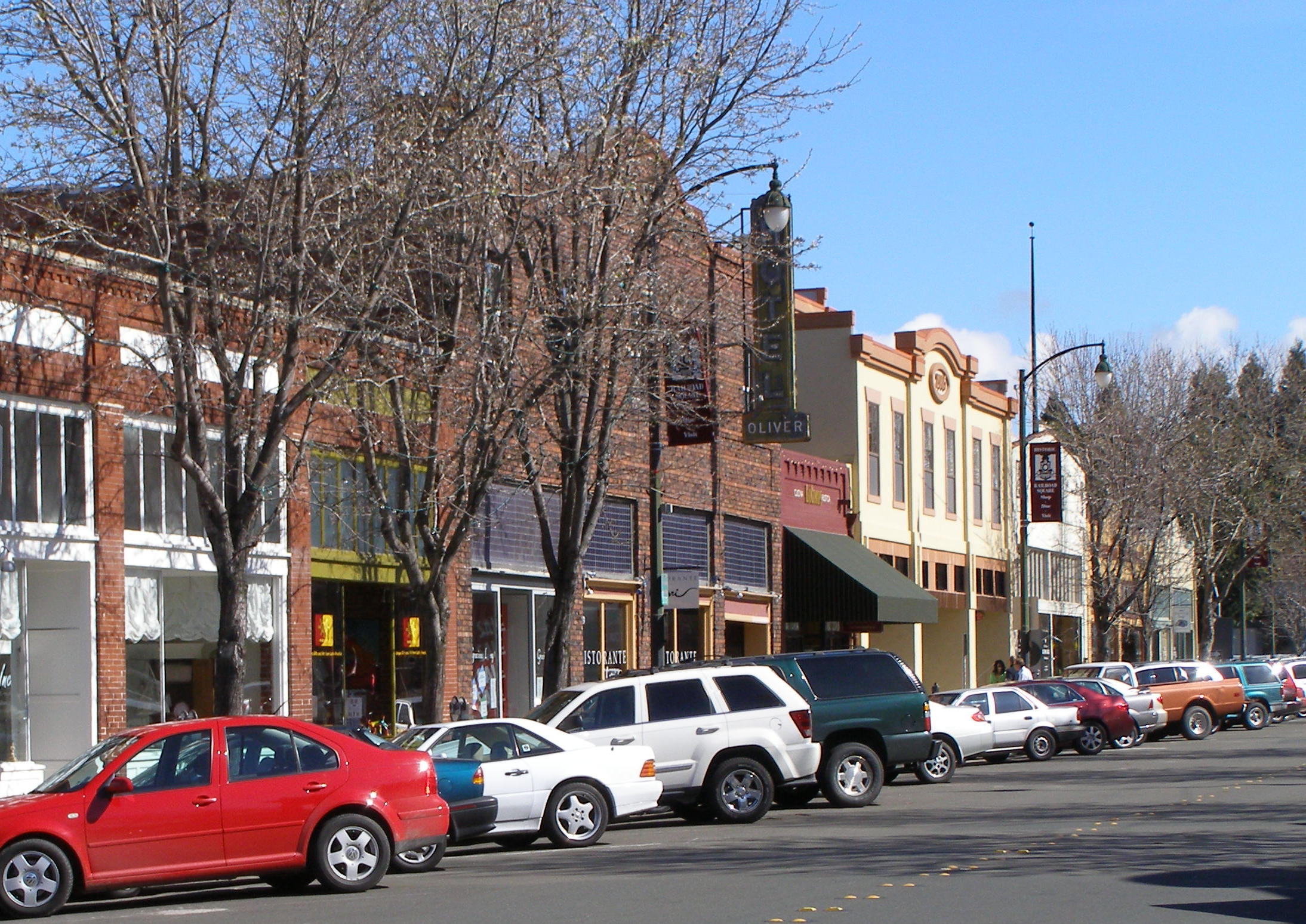
鉄道広場地区の歴史的建築

### 設立と発展
サンタローザとなった地域におけるヨーロッパ人の初めての恒久的な入植地は、法律的にはマリアーノ・グアダルーペ・ヴァレホのものとされるカリーリョ家の家産であり、ヴァレホはソノマに入植していた。メキシコの統治下にあった1830年代、マリア・ロペス・デ・カリーリョの家族が、後にサンタローザ中心街となった場所の直ぐ東、ランチョ・カベサ・デ・サンタローザ特許土地にアドベ造りの家を建てた。しかし、カリーリョ家がその家を建てる前の1820年代に、近くのソノマなど南の開拓地から来たスペイン人とメキシコ人の開拓者が、この地域で家畜を育て、現在のサンタローザ・アベニューとソノマ・アベニューの交差点近く、サンタローザ・クリーク支流とマタンサス・クリークで家畜の屠殺を行っていたとされている。家畜の屠殺場所として使われたのでマタンサス・クリークと命名されたと推定されており、この水流はラ・マタンサと呼ばれるようになった。
1850年代には現在サンタローザ中心街となっている場所にウェルズ・ファーゴの交易所と雑貨屋が建設された。1854年、ソノマ郡の郡庁がソノマからサンタローザに移転した。
1867年、ソノマ郡がサンタローザを都市として承認し、翌1868年、カリフォルニア州が公式に法人化を確認してソノマ郡では3番目の市になった。既にあった都市は1858年法人化のペタルーマ市、および1867年法人化のヒールスバーグ市だった。
アメリカ合衆国国勢調査局の記録によれば、1850年にカリフォルニア州が州に昇格した後、サンタローザは当初の1850年代や1860年代初期にはペタルーマ市の後塵を拝していたが、着実に成長を続けていた。1870年アメリカ合衆国国勢調査では州内で8番目に人口の多い都市となった。その後の成長と発展は決して急速ではなかったが、着実なものだった。
その結果、他の人口の多い地域が衰退したり沈滞している中でも成長を続けたが、1900年までにはサンフランシスコ・ベイエリアや南カリフォルニアの新しい多くの人口中心に追いつかれあるいは追い越されていった。1905年、「列車の戦い」を報じる「プレス・デモクラット」の新聞記事に拠れば、サンタローザの人口はやっと1万人を超えたところだった。
1906年4月18日、サンフランシスコ地震が起こりサンタローザ中心街を実質的に破壊したが、人口そのものには大きな影響が無かった。しかしその後の期間もその付近の大半と同様に人口成長速度は大変遅かった。
1943年に有名な監督アルフレッド・ヒッチコックがスリラー映画『Shadow of a Doubt』をサンタローザで撮影した。この映画はビデオやDVDでも発売されており、1940年代のサンタローザを垣間見ることができる。映画に映っている中心街の建物の多くは、1969年9月の強い地震の後に建て替えられたのでもはや存在しない。しかし、でこぼこ石を使ったノースウェスタン・パシフィック鉄道駅舎や1910年に建設され金を被せた時計塔のあるエンパイア・ビルのように現在も残っているものがある。

### 第二次世界大戦後
1945年に第二次世界大戦が終わり、その後の25年間、サンタローザは少なからぬ成長を遂げた。1950年と1970年の間で人口は67%増え、20年間以上にわたって平均して年1,000人が増えたことになった。人口増の要因は移民が入ってきたこともあるが、周辺地域を併合したこともあった。
1958年、アメリカ合衆国文民防衛動員局が8か所ある地域本部の一つにサンタローザを指定した。その第7地域の管轄範囲にはアメリカ領サモア、アリゾナ州、カリフォルニア州、グアム、ハワイ州、ネバダ州およびユタ州が含まれた。サンタローザは1972年まで文民防衛活動（緊急計画局および緊急準備局の管轄下）の主要中心であり続けたが、この年にアメリカ合衆国連邦緊急事態管理庁が創設されて文民防衛の69年間の歴史を終わらせた。
1991年、市政委員会がサンタローザでは初めての総合計画を採択した。この時の人口は約113,000人だった。1970年からの21年間で毎年約3,000人が増えており、その前の20年間と比べると平均して3倍の伸び率だった。
この総合計画は「サンタローザ2010」と呼ばれ、2010年の人口を175,000人とすることが盛られた。市政委員会は将来に併合を計画するところまで市の境界を拡げ、サンタローザの「究極の」境界であることを宣言した。都市スプロール現象を生むとして批判された急速な成長はお決まりのインフィル開発（既存部分の開発）になっていった。
5年を経過した1996年に市政委員会は総合計画の見直しを行い計画期間を10年延長し、計画名も「ビジョン2020」に変更し（その後「サンタローザ2020」さらには「サンタローザ2030」に変更された）、さらに土地面積や人口の数値を追加した。
2017年10月、カリフォルニア州各地で発生した山林火災は、サンタローザ一帯も襲い、カリフォルニアワインの醸造所を始め多くの被害を出した。

### 歴史に関する史料
地元の歴史家で「プレス・デモクラット」紙のコラムニスト、ゲイ・ルバロンは、「サンタローザ：19世紀の町」と「サンタローザ：20世紀の町」の2冊の歴史書を著した。ローナート公園にあるソノマ州立大学図書館はゲイ・ルバロンの蔵書である700冊の研究ノートのファイル、および10,000冊ほどの文献を含む一次史料を保管している。

## 地理
サンタローザは北緯38度26分55秒 西経122度42分17秒 / 北緯38.44861度 西経122.70472度に位置する。アメリカ合衆国国勢調査局に拠れば、市域全面積は40.37平方マイル (104.6 km2)であり、このうち陸地は40.13平方マイル (103.9 km2)、水域は0.25平方マイル (0.61 km2)で水域率は0.62%である。
サンタローザ市は、ソノマ、ヒールスバーグおよびセバストーポルなどの都市を含むノースベイ地域の一部である。アメリカ国道101号線回廊に沿っており、ゴールデンゲート橋を通ってサンフランシスコ市からは北に約90キロメートルにある。
サンタローザ市はサンタローザ平原にあり、その東端はムーン・バレーとソノマ・バレーと呼ばれるソノマ・クリーク流域まで伸び、西端はサンタローザ湖の集水域にある。
サンタローザ市はフッド山に発しサンタローザ湖に注ぐサンタローザ・クリークの流域にある。市内にあるサンタローザ・クリークの支流としてはブラッシュ・クリーク、マタンザス・クリークおよびパイナー・クリークがある。その他市内にある水域としてはファウンテングローブ湖、ラルファイン湖およびサンタローザ・クリーク貯水池がある。
著名な目印としては東のフッド山がある。南東にはテイラー山とソノマ山があり、市域の大半から容易に見ることができる。

### 気候
サンタローザは冷涼で湿気の多い冬と、多くは乾燥した夏がある。夏は、夕方と朝に太平洋からの霧と低い雲が動いてくることが多い。通常は朝の遅い時間と午後は晴れて暖かく日照のある天候となり、午後の遅くに曇ってくるが、終日曇っていることもある。平均年間降水量は30.45インチ (773 mm) であり、降水日数は74日である。最も降水量の多かったのは1983年で63.07インチ (1,602 mm)、最も少なかったのは1976年で11.38インチ (289 mm) だった。月間降水量が最も多かったのは1998年2月の19.42インチ (493 mm) であり、24時間雨量では1981年12月19日の5.23インチ (133 mm) だった。低地では測定可能な降雪は希だが、近傍の山には時として軽い降雪がある。
気温が90°F (32℃) を超える日は平均して28.9日あり、32°F (0℃) を下回る日は平均して30.2日ある。過去最高気温は1971年9月13日の110°F (44℃) であり、過去最低気温は1932年12月13日の15°F (−9℃) である。
| サンタローザの気候     | サンタローザの気候 | サンタローザの気候 | サンタローザの気候 | サンタローザの気候 | サンタローザの気候 | サンタローザの気候 | サンタローザの気候 | サンタローザの気候 | サンタローザの気候 | サンタローザの気候 | サンタローザの気候 | サンタローザの気候 | サンタローザの気候 |
| 月                     | 1月                | 2月                | 3月                | 4月                | 5月                | 6月                | 7月                | 8月                | 9月                | 10月               | 11月               | 12月               | 年                 |
| ---------------------- | ------------------ | ------------------ | ------------------ | ------------------ | ------------------ | ------------------ | ------------------ | ------------------ | ------------------ | ------------------ | ------------------ | ------------------ | ------------------ |
| 平均最高気温 °C （°F） | 14 (58)            | 17 (63)            | 18 (65)            | 21 (70)            | 24 (75)            | 27 (80)            | 29 (84)            | 28 (83)            | 28 (83)            | 25 (77)            | 18 (65)            | 14 (57)            | 22 (72)            |
| 平均最低気温 °C （°F） | 3 (37)             | 4 (40)             | 5 (41)             | 6 (42)             | 8 (46)             | 11 (51)            | 11 (52)            | 11 (51)            | 8 (47)             | 6 (42)             | 3 (37)             | 2 (36)             | 5 (41)             |
| 降水量 mm （inch）     | 157 (6.2)          | 117.9 (4.64)       | 110.2 (4.34)       | 46 (1.8)           | 7.9 (.31)          | 8 (.3)             | 0 (.0)             | 0 (.0)             | 15 (.6)            | 47.2 (1.86)        | 122 (4.8)          | 126 (4.96)         | 756.4 (29.78)      |
| 出典： 2007-11-30      |                    |                    |                    |                    |                    |                    |                    |                    |                    |                    |                    |                    |                    |

### 地震
サンタローザはヘイワード・ロジャーズ・クリーク断層のヒールスバーグ・ロジャーズ・クリーク区分の上にある。アメリカ地質調査所は2030年までにこの地域でマグニチュード6.7以上の地震が起こる確率を20%と見積もっている。
2005年4月14日、地質調査所は地震の間の地面の揺れを測定する新しい手段の結果を示す地図を発行した。この地図ではサンタローザから現在のセバストーポルの間で1906年のサンフランシスコ地震が最も巨大であり、他の都市よりもサンタローザで最も被害が大きくなることを示している。
1969年10月1日にマグニチュード5.6と5.7の2度の地震がサンタローザを襲い、約100軒の建物に損傷を与えた。1906年以降では最大の地震だった。震源はサンタローザの北約2マイル (3 km) だった。

## 自然と野生生物

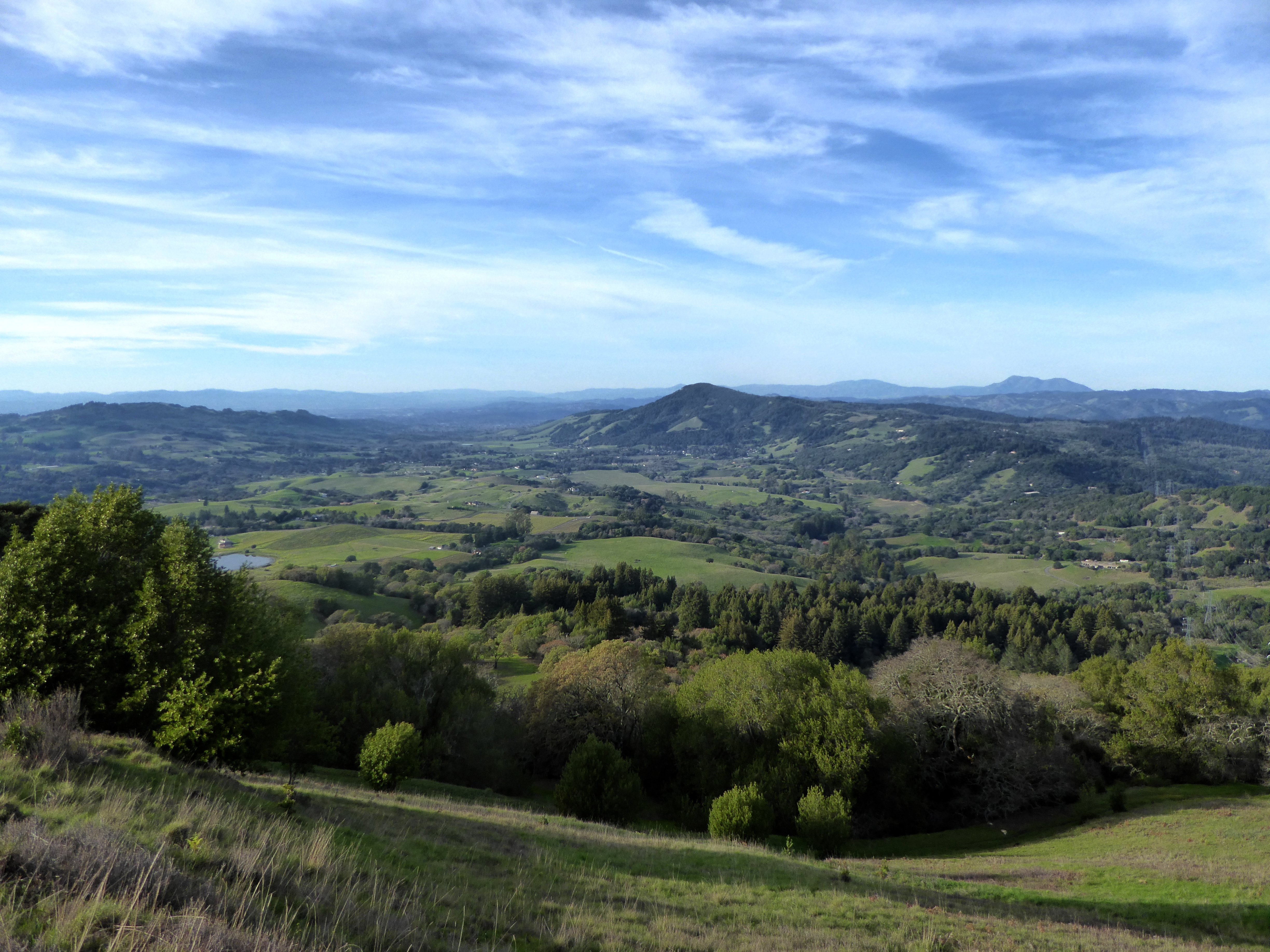
ベネット丘陵

サンタローザ市はその人口が増えたために未開発の地域はほんの周縁に残されているだけである。しかし、そこには町の心臓部を流れているサンタローザ・クリークとその支流による主要回廊を含んでいる。西9番通りの中央分離帯やサンタローザ・クリークと中心街にある樹木にはオオアオサギ、ダイサギ、ユキコサギおよびゴイサギの巣がある。東部の丘に近い地区をシカがうろついているのを目にすることがあり、フランクリン・アベニューやマクドナルド地域まで町の中に入ってくることもある。野生のシチメンチョウの群れは幾つかの地域で比較的普通に見られ、市域内でピューマが目撃されたこともある。アライグマやフクロネズミは市内のどこでも見られ、キツネやウサギは田園地帯で頻繁に見られるものである。さらに市の北端境界とその延長はアナデル州立公園であり、ソノマ山やソノマ・バレーにまで拡がっている。アナデル州立公園はスプリング湖郡立公園やハワース公園にも隣接し、訪れる者が野生生物の世界に分け入ることのできる連続的な公園を形成している。西側のセバストーポルとの間の地域にある多くの湖と湿地はキク科のBlennosperma bakeriや有尾類のカリフォルニアトラフサンショウウオなどの固有種の動植物の生息地で、2010年にラムサール条約登録地となった。

### 地区
サンタローザは北東、南東、南西および北西の4地域に分けて見ることができる。アメリカ国道101号線がほぼ南北に市を貫通し、市内を東西に分けている。州道12号線がほぼ東西に走り、市を南北に分けている。市内の地区は以下の通りである。
- ベネット丘陵
- バーバンク庭園歴史地区[9]
- チェリー通り歴史地区
- コーヒー公園
- ヒドン丘陵
- ジュリアード公園
- ジュニアカレッジ[10]
- ロミタ高地
- モンゴメリー・ビレッジ
- ノース・ジュニアカレッジ[11]
- ノースウェスト・サンタローザ
- オークモント・ビレッジ[12]
- オリーブ公園
- リッジウェイ歴史地区
- リンカーン丘陵
- ローズランド
- サウス公園
- セントローズ歴史地区[13]
- ストーンゲート
- タウン&カントリー/グレーストラクト
- ウェストエンド芸術劇場地区
- ウェストエンド歴史地区[14]
- ウェスト・ジュニアカレッジ

## 人口動態
以下は2008年の人口推計データである。
| 基礎データ - 人口: 161,496人 - 世帯数: 56,036世帯 - 家族数: 35,134家族 - 人口密度: 1,420.1人/km2（3,678.3人/mi2） - 住居数: 57,578軒 - 住居密度: 554.0軒/km2（1,434.9軒/mi2） 人種別人口構成 - 白人: 74.4% - アフリカン・アメリカン: 2.3% - ネイティブ・アメリカン: 0.9% - アジア人: 5.5% - 太平洋諸島系: 0.2% - その他の人種: 13.1% - 混血: 3.7% - ヒスパニック・ラテン系: 23.5% 年齢別人口構成 - 18歳未満: 24.3% - 18-24歳: 9.5% - 25-44歳: 30.0% - 45-64歳: 22.3% - 65歳以上: 13.9% - 年齢の中央値: 36歳 - 性比（女性100人あたり男性の人口） - 総人口: 95.4 - 18歳以上: 91.8 | 世帯と家族（対世帯数） - 18歳未満の子供がいる: 30.9% - 結婚・同居している夫婦: 46.9% - 未婚・離婚・死別女性が世帯主: 11.0% - 非家族世帯: 37.3% - 単身世帯: 27.8% - 65歳以上の老人1人暮らし: 11.9% - 平均構成人数 - 世帯: 2.57人 - 家族: 3.14人 収入と家計（2007年推計） - 収入の中央値 - 世帯: 50,931米ドル - 家族: 59,659米ドル - 性別 - 男性: 40,420米ドル - 女性: 30,597米ドル - 人口1人あたり収入: 24,495米ドル - 貧困線以下 - 対人口: 8.5% - 対家族数: 5.1% - 18歳未満: 9.5% - 65歳以上: 4.7% |

## 政治

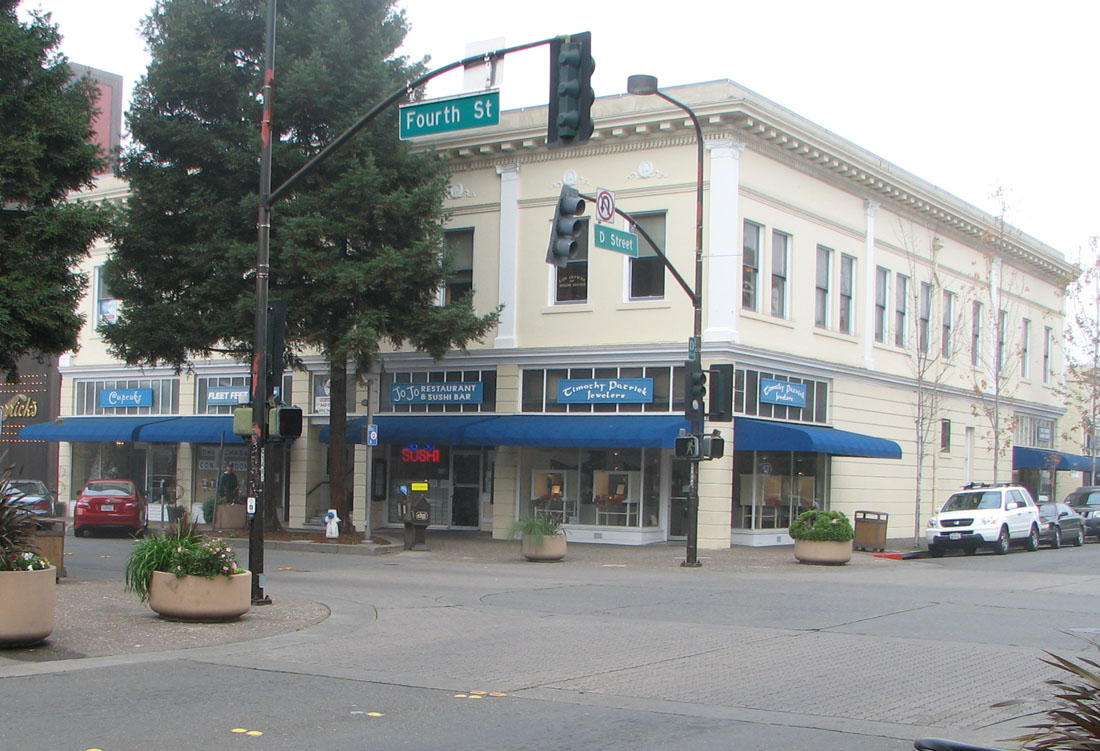
第4通りとD通りの交差点

カリフォルニア州議会では、上院の第2および下院の第7選挙区に属している。連邦議会下院ではカリフォルニア州第6選挙区に属し、クック投票動向指数では民主党+23となっている。2010年時点ですべて民主党議員が務めている。

### 市のイメージ
園芸家ルーサー・バーバンクは50年間以上もサンタローザに住んだ。彼はソノマ郡について「私はこれまで見たことから自然に関する限り地球上でここが選ばれた地点であることを確信する」と語った。市のスローガンは長年「生活のために工夫された都市」だった。
2007年初期、商工会議所、サンタローザ市およびサンタローザ・メインストリート（市が資金を出す中心街の推進団体）が、「サンタローザ市がその存在価値を発見するために」新しいスローガンを探求し始めた。商工会議所は「訪問者、市民および企業に2007年以降働きかける戦略的社会のメッセージ」を見付けたいと語った。
地元の歴史家ゲイ・ルバロンは「プレス・デモクラット」紙の2007年3月4日掲載コラムで、次のようにコメントした。

### 市政委員会の目標と計画
市政委員会は2007年から2009年の戦略的計画目標として下記の事項を採用した。
- 活性化された中心街の創出
- 繁栄する多様で、健康で安全な地区
- オープンスペースとレクリエーション活動
- 追加的交通手段の創設
- より包括的な地域社会
- 安全で効率的な交通体系の配備
- 地域ギャングの防止と介入手段の開発
- 環境問題で地域の指導的役割の維持
- 健全で成長する経済基盤の促進
- 高齢者と若者への資源の提供

## 経済

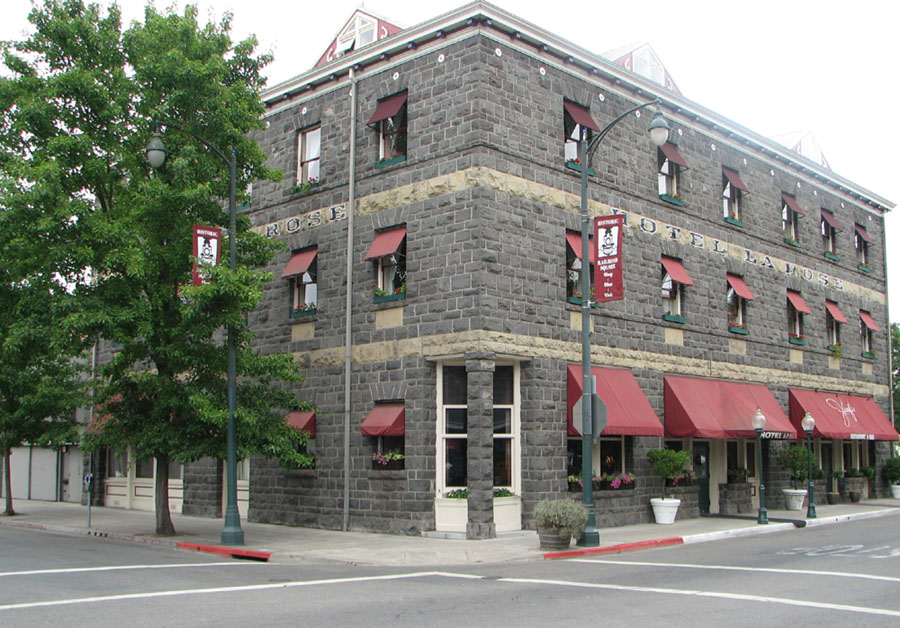
ホテル・ラ・ローズ、1907年建設、中心街にある現役のホテル

雑誌「フォーブス」は2007年の事業と経歴のための最良の場所リストで、サンタローザ都市圏を200か所中185位に位置付けた。その5年前のリストでは第2位だった。この地域は事業経営コストの増加や雇用成長率の減少で、住宅費が増加したことがその評価の低下した原因だった。

### 主要雇用主
市のコミュニティ・プロファイル2008年版によると、市の主要雇用主のうち5つは政府の機関であり、4つは製造業、2つは病院、さらに1つが公共事業だった。
政府機関:
- サンタローザ市
- ソノマ郡
- サンタローザ市教育学区
- サンタローザ・ジュニアカレッジ
- カリフォルニア州

製造業:
- キーサイト・テクノロジー
- エイミーズ・キッチン
- JDS ユニフェイズ（元OCLI）
- メドトロニック

病院:
- カイザーパーマネンテ
- サッター医療センター

公共事業:
- AT&T

市内にはムーンライト・ブリューイング社やルシアンリバー・ブリューイング社のような著名小企業もある。

## 交通機関

サンタローザ・ダウンタウン駅

- チャールズ M. シュルツ・ソノマカウンティ空港
- ソノマ・マリンエリア鉄道

## メディア
- KSRO、ニュースとトークのAMラジオ局
- プレス・デモクラット、サンフランシスコからオレゴン州との州境の間にあるカリフォルニア州海岸部では最大の新聞
- ノースベイ・ボヘミアン、無料週刊新聞、食物、芸術、娯楽に特化
- KFTY TV50、サンタローザでは唯一の民間テレビ局
- KORB、FMラジオ局

## 観光

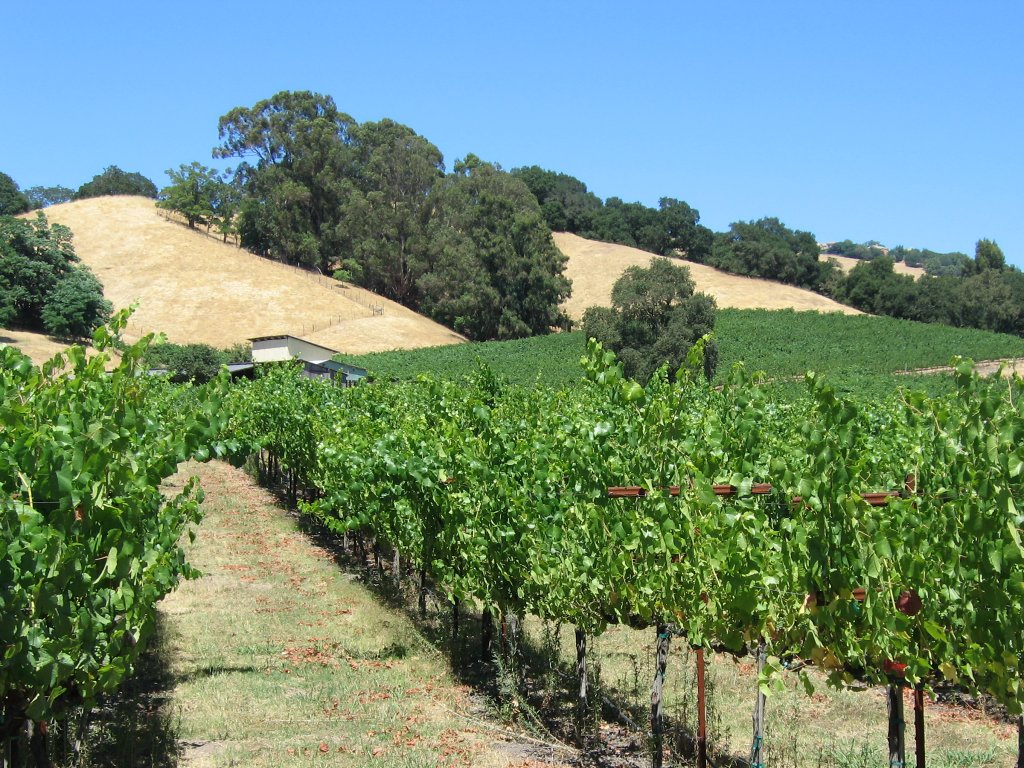
サンタローザにはファウンテングローブ近くなどにブドウ園がある

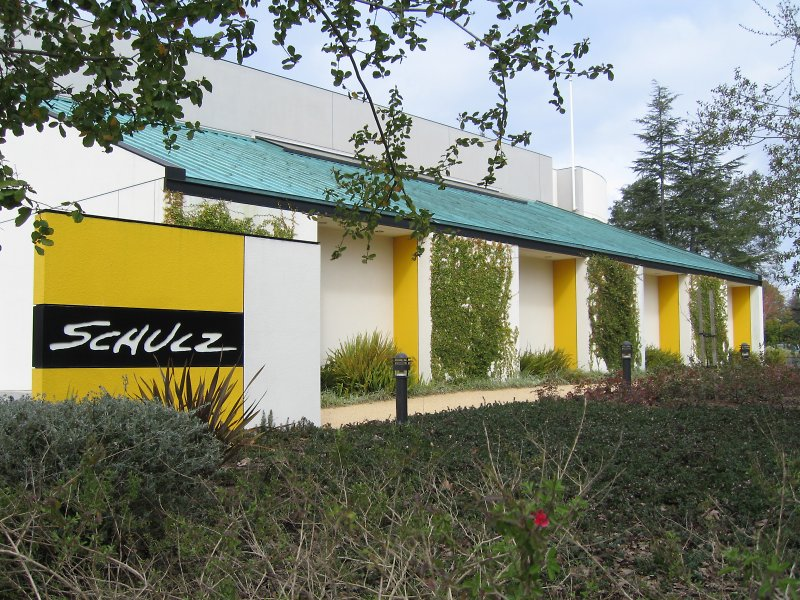
チャールズ・M・シュルツ博物館と研究センター、隣にスヌーピーズ・ホーム・アイススケートリンクがある

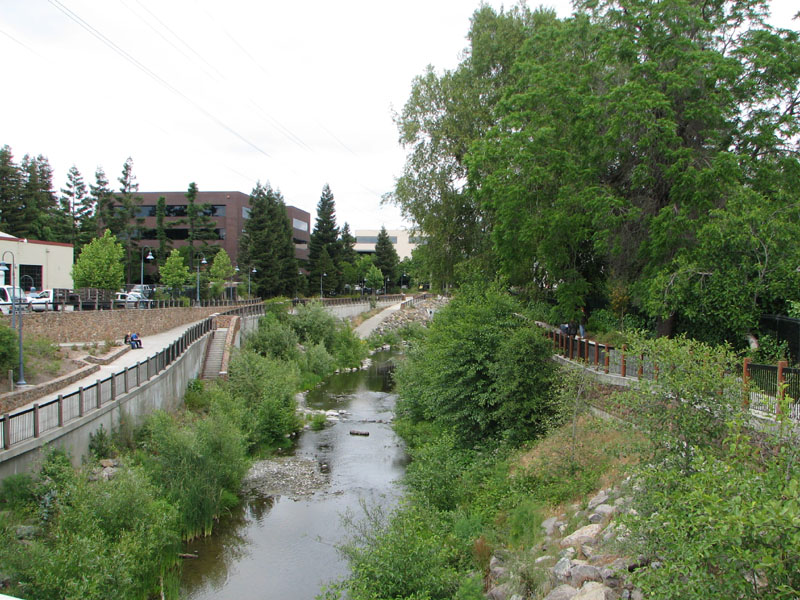
プリンス記念グリーンウェイ、中心街を抜ける自転車と歩行者の道である

カリフォルニア州の有名なワインカントリーの中で、サンタローザはソノマ・バレーやナパ・バレーの南西入口にあたる。多くのワイン醸造所やブドウ園が近くにあり、ルシアン川リゾート地域、太平洋岸のソノマ海岸、ジャック・ロンドン州立歴史公園およびアームストロング・レッドウッズ州立保護区のセコイアの木もある。
市域は国道101号線沿いに拡がっており、サンフランシスコとゴールデンゲート橋からは車で30分の距離である。サンタローザ市の直ぐ北にあるチャールズ・M・シュルツ・ソノマ郡空港から、ホライゾン航空の便でラスベガス、ロサンゼルス、ポートランドおよびシアトルに行くことができる。市政委員会はアメリカ国道101号線に並行してラークスパーからクロバーデールまでのソノマ・マリン地域鉄道を計画し、これに沿って商業開発や住宅開発を奨励している。この鉄道は2014年開通予定であり、2008年にソノマ郡とマリン郡の住民投票で可決した消費税追加分で賄われることになっている。
市政委員会は商工会議所にサンタローザ会議観光局を運営する費用を払っている。商工会議所の観光案内所は4番通りの外れ、歴史的鉄道広場にある市が所有する古い鉄道駅に入っている。サンタローザ会議観光局は2003年以降カリフォルニア州の観光センターになっている。
中心街には昔の役所広場や歴史的鉄道広場があり、ショッピングとレストラン、ナイトクラブおよび劇場がある地域である。また市役所、州と連邦のオフィスビル、多くの銀行と専門家の事務所もある。その直ぐ東にはサンタローザ記念病院医療センターがある。
市政委員会は民間の推進団体サンタローザ・メインストリートを後援しており、伝統的事業地区の再活性化を働きかけている。新しい多目的高層建築物が3棟あり、新しい駐車場も開発中である。市政委員会と中心街推進者は新しい建物の上にできる住居がこの地域を24時間活性化する人を収容できると期待している。
近くのボーデーガベイ、カリストガ、ガーンビル、ヒールスバーグ、ペタルーマ、セバストーポル、ソノマおよびウィンザーの町は観光客に人気がありサンタローザから直ぐに行くことができる。
鉄道広場はアメリカ国道101号線の西側にある中心街の一部であり、歴史的商業建築が高度に集中している。その中核にある荒削りの石を使った建物4棟は注目されており、そのうち2棟は1906年の地震以前に建設された希少なものである。ここには昔のノースウエスタン・パシフィック鉄道の駅があり、アルフレッド・ヒッチコックが映画『Shadow of a Doubt』の初めと終わりに使った。現在も使われているホテル・ラ・ローズは1907年の建設であり、歴史保存国家信託のアメリカで歴史あるホテルの1つに登録された。その他に4番通りとウィルソン通りの角にあるペタルーマ・サンタローザ鉄道の元の駅、リー兄弟ビルなど多くの歴史ある建築物がある。その近くのウェストエンドには、多くの古い家屋だけでなく、1880年代から1890年代のものとされる石造りのデターク・ワイナリー建造物や、デタークの丸納屋など多くの古い建物がある。さらにその近くには1894年に建てられた元デルモンテ缶詰社屋もある。これは町でも最古の現存する商業ビルであり、2005年に6番通りプレイハウスに建て替えられた。
見どころ
- カリーリョ・アドベ、カリーリョのドナ・マリア・イグナシオ・ロペス（マリアーノ・バレホ将軍の義母） のために1837年建設、サンタローザの町となった所で最初の家屋、カリーリョ家屋の遺跡はモンゴメリー・ドライブ近くサイクロン・フェンスの背後にあり、ローマ・カトリック教サンタローザ教区が所有する土地のセントユージン大聖堂に隣接している。
- ルーサー・バーバンクの家屋と庭園
- チャールズ・M・シュルツ博物館と研究センター
- レッドウッド・エンパイア・アイスアリーナ（"スヌーピーのホームアイス"）
- ソノマ郡博物館
- アンナデル州立公園
- スプリング湖地域公園
- プリンス記念グリーンウェイ、中心街を抜け市の西部に行くサンタローザ・クリーク沿いの自転車と歩行者のために開発された道。鉄道広場近くでセバストーポルに行く舗装路のジョー・レドータ・トレイルに直接接続する[23]。
- 鉄道広場、サンタローザ中心街で歴史的商業建築が集中しており、観光客も地元の者にも人気がある。
- 歴史的住宅地区、1906年の地震でサンタローザの商業建築の大半が破壊されたが、多くの家屋は無事で今日に残っている。その結果、中心街周辺で歴史史跡の指定を受けた多くの古い地区がある。これらには多くのビクトリア様式家屋など多くの古い家屋がある。その大半は閑静で並木のある通りに面している。

## 芸能と視覚芸術

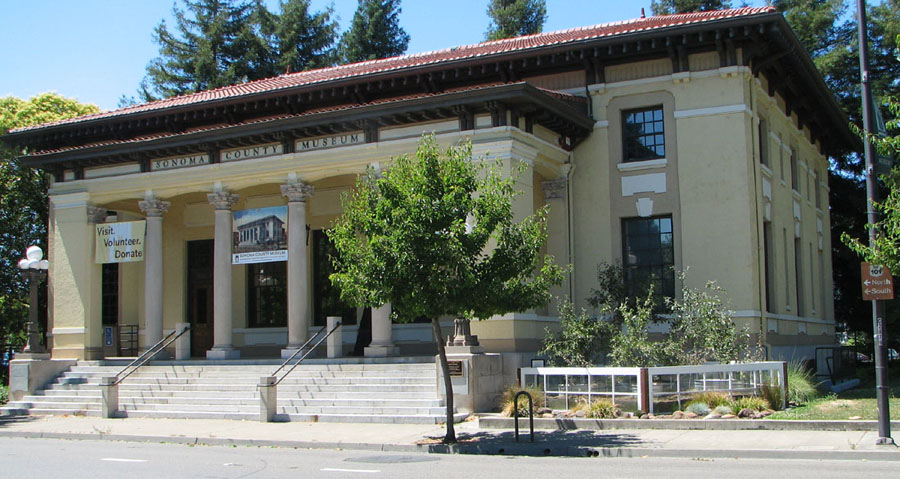
ソノマ郡博物館、1910年完工、7番通りにある。当初は郵便局と連邦政府の建物だった。

芸能についてはサマー・レパートリー劇場、サンタローザ交響楽団および第6通りプレイハウスが代表的なものである。ノースベイ5郡の40ある劇団や演劇部、および個々の演劇集団と協業するノースベイ・シアターグループが市内を本拠にしている。
サマー・レパートリー劇場は演劇関連のあらゆる面で完全で広範な活動を行っている。プロが監督とデザインをし、演技、デザイン、舞台、舞踏、音楽および管理に長けた学生がスタッフになっている。6月半ばから週6日間レパートリーを回して5つの演目が演じられる。劇団員はプロのやり方で試験を受け、働き方を学んでいる。この劇場はソノマ郡のワイン・カントリーの中心にあり、サンフランシスコからは北に1時間、美しい北カリフォルニア州海岸の東に45分の距離にある。
プロのオーケストラであるサンタローザ交響楽団は現在ブルーノ・フェランディスが指揮している。元指揮者ジェフリー・カヘインは10年間務めた後に辞任し、コロラド交響楽団の音楽監督になった。
サンタローザ交響楽団の教育部門にはその技量レベルに合わせて4つの青年アンサンブル分類がある。これらの分類に応募するソノマ郡中の学生にクラシック音楽の教育を行っている。予備オーケストラ、発見オーケストラおよび青年オーケストラとレベルに応じて3つのフルオーケストラがある。その室内楽団は青年の室内楽団と呼ばれている。
視覚芸術についてはソノマ郡博物館や多くの個別画廊が提供している。ソノマ郡芸術委員会がこの博物館を本拠にしている。

## 法の執行と犯罪
サンタローザ警察署には259人の署員がおり、そのうち172人が警官である。その予算は年間4,000万ドル以上であり、市の総合予算額の3分の1以上になっている。2007年にあった警官による射撃事件で独立した民間の査問委員会を作ることになった。

## 教育
カレッジ
- エンパイア・カレッジ
- サンタローザ・ジュニアカレッジ

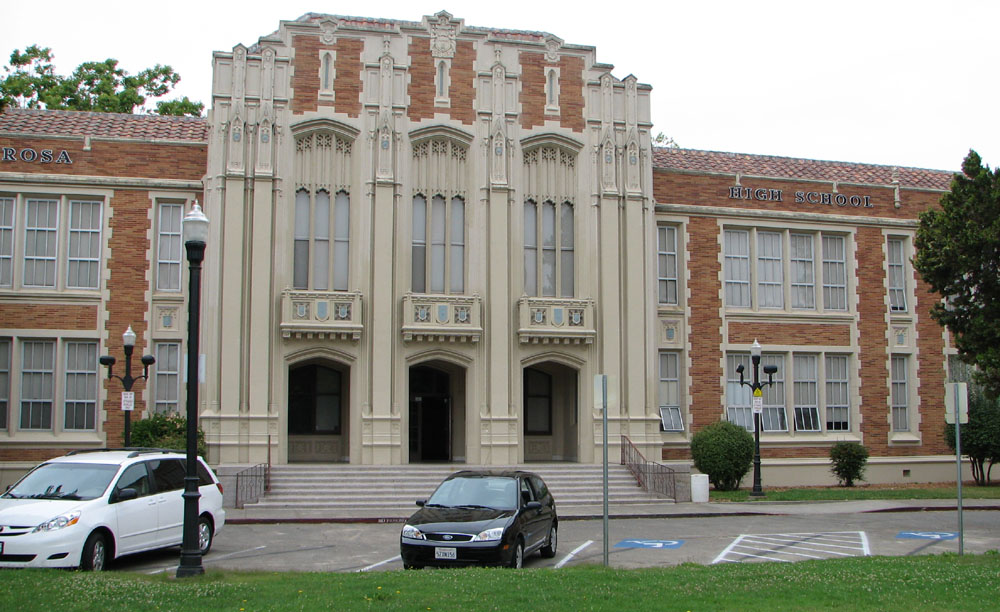
サンタローザ高校

- サンフランシスコ大学  - サンタローザ・キャンパス

教育学区
- ベルビュー統合学区
- ベネット・バレー統合学区
- マークウェスト統合学区
- オークグローブ統合学区
- パイナー・オリベット統合学区
- リンカーン・バレー統合学区
- ローズランド
- サンタローザ市教育学区
- ライト教育学区

私立学校
- カーディナル・ニューマン高校（9年生-12年生）
- レッドウッド・アドベンティスト・アカデミー（幼稚園生-12年生）
- リンカーン・バレー・キリスト教学校（幼稚園生-12年生）
- サンタローザ・キリスト教学校（幼稚園生-12年生）
- ソノマ・アカデミー（9年生-12年生）
- セントユージン小学校
- セントルークス小学校
- セントローズ小学校
- サマーフィールド・ウォルドーフ学校（幼稚園生-12年生）
- スチュアート学校（幼稚園生-8年生）
- アーシュリン高校（9年生-12年生）

### 図書館
ソノマ郡図書館は中心街に中央図書館、コッディンタウン・モールに北西支所、市内東部にリンカーン・バレー支所がある。この図書館はノースベイ協同図書館システムのメンバーである。サンタローザ中央図書館はソノマ郡図書館システムの中で最大であり、その背後に地元歴史と系譜学の分館がある。
ソノマ郡公共法律図書館はソノマ郡郡庁舎内にある。サンタローザ・ジュニアカレッジには、新しい4階建てフランク・P・ドイル図書館があり、最新設備を備えている。図書室、メディア操作室、および学術的コンピューティング部門を収容し、他に学生のためにカレッジ画廊、指導センター、ニューメディア・センター、マルティメディア制作設備を備えている。

## 著名な出身者と住人
- スコット・アレクサンダー、プロ野球選手

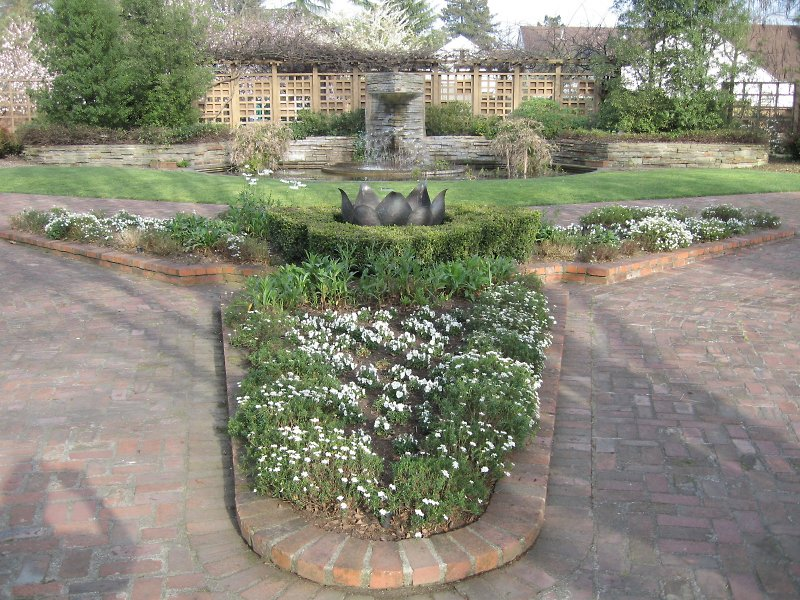
ルーサー・バーバンクの家屋と庭園、サンタローザ・アベニューとソノマ・アベニューの角にある

- 新井奥邃、長澤鼎と共に「ファウンテングローブ」で活動した仙台藩出身の宗教家
- フランシス・ボッグス、俳優、著作家、監督
- ウォーレン・ボイド、テレビプロデューサー、ドラッグ・カウンセラー
- ルーサー・バーバンク、園芸家
- シャーリー・バスビー、著作家
- マリア・イグナシオ・ロペス・デ・カリーリョ、最初のメキシコ系スペイン人開拓者でサンタローザの土地特許を得た。1838年にランチョ・カベサ・デ・サンタローザを設立した。女性の土地特許受領者は珍しく、マリアーノ・グアダルーペ・バレホ将軍の義母として有名。バレホ将軍はメキシコからアメリカ合衆国に移った時代のカリフォルニアで重要な役割を果たしたカリフォルニオの管理者。バレホの妻の母、フランシスカ・マリア・フェリペ・ベニシアに因んでベニシア市が名付けられた。フランシスカはカリフォルニア州では唯一のカリフォルニオの知事、ロムアルド・パチェコの母であり、カリフォルニオの管理者アンドレス・ピコとピオ・ピコの叔母にあたる。
- ロバート・X・クリンジリー、技術ジャーナリスト
- サンタローザのフローリアン・ダウナー、現在も5番通りにあるダウナー・マニュファクチャリングを設立、1940年頃にそれまで時間を使い労働集約型だった作業を機械化するホップ収穫機を発明することでホップ産業を革新した。この機械は現在使われているものの元になっている。かつては栄えていたホップ産業だったが、これが却って衰退させる原因にもなった。[27]
- レベッカ・デモーネイ、映画とテレビの女優
- ウィリアム・マーク・フェルト、ウォーターゲート事件の情報提供者、"Deep Throat"と呼ばれた
- ガイ・フィエリ、有名人シェフ
- ケイシー・フィーン、プロ野球選手
- ポール・ギルガー、ミュージカル作家、Showtune
- トマス・レイク・ハリス、神秘主義者、予言者
- クリス・ヘイズ、ミュージシャン、バンドヒューイ・ルイス&ザ・ニュースのメンバー
- リチャード・ハインバーグ、環境問題ジャーナリスト
- ブランドン・ハイド、プロ野球選手、監督
- ダン・ヒックス、シンガーソングライター
- ジョセフ・ハントとウィリアム・ハント、食品会社Hunt'sの設立者
- ジェイソン・レーン、プロ野球選手
- リーヴァイ・ライプハイマー、自転車競技選手、ツアー・オブ・カリフォルニアで3度優勝
- ジュリー・ロンドン、歌手、女優
- レイ・ラブ、ベイエリアのラッパー、西第9地区生まれ
- ブランドン・モロー、プロ野球選手
- 長澤鼎カナエ・ナガサワ（1852年–1934年）、「ブドウの王様」「ファウンテングローブの男爵」「カリフォルニアの日系ワイン王」と呼ばれるようになった日系アメリカ人。トマス・レイク・ハリスの追随者で養子。日米関係を改善させた功績で旭日大綬章を受章。ナガサワ・コミュニティ公園は彼に因む命名[28][29][30]。
- アーニー・ネバーズ、アメリカンフットボール選手
- ビッキー・グエン、テレビ記者
- スティーブン・パスティス、漫画家、Pearls Before Swine
- ロバート・リプリー、漫画家、Ripley's Believe It or Not
- チャールズ・M・シュルツ、漫画家、Peanuts
- ピート・ストリングフェロー、カントリーミュージシャン
- デビッド・テレル、総合格闘家
- ナタリー・ウッド、映画女優

## 映画の撮影場所
サンタローザは以下のように多くの映画のロケ現場となった。
- The Happy Land（1943年）、サンタローザとヒールスバーグで撮影、ナタリー・ウッドが4歳で映画初出演
- Shadow of a Doubt（1943年）、アルフレッド・ヒッチコックのお気に入り、サンタローザ鉄道駅、昔の役所広場、公共図書館およびマクドナルド・アベニューで撮影、1981年のテレビ版はマクドナルド・アベニューで8週間撮影された。
- The Sullivans（1944年）モーガン通りで撮影
- All My Sons（1948年）マクドナルド・アベニューで撮影
- The Wonderful World of Disney、"Inky the Crow"の話（1960年代後半に開始）、ファウンテングローブ地域で撮影
- Storm Center（1956年）、ベティ・デイヴィスがサンタローザ主図書館で切り抜きを集めて6週間を過ごした。中心街やウォルナット通りの家で撮影されたシーンもある
- Pollyanna（1960年）、マクドナルド・アベニューのメイブルトン・マンション（マクドナルド・マンションとも呼ばれる）が登場
- Little Dog Lost（1963年）、サンタローザとクロバーデールで撮影
- おかしなおかしなおかしな世界（1963年）、飛行機と管制塔を含むシーンはソノマ郡空港（サンタローザとウィンザーの間のソノマ郡未編入領域にある）で撮影
- 候補者ビル・マッケイ（1972年）、マイケル・リッチー監督、ハワース公園とシュラムバーガー画廊で撮影
- Slither（1972年）、サンタローザとクロバーデールの南にある国道101号線で撮影
- Steelyard Blues（1973年）サンタローザ中心街とソノマ郡空港で撮影
- Smile（1975年）、退役兵記念公会堂とその付近の多くの場所で撮影、マーヴィン・ハムリッシュによって同名のブロードウェイ・ミュージカルに仕立てられた
- Little Miss Marker (1980) ソノマ郡フェアグランドで撮影
- Shoot the Moon（1982年）、クリーブランド・アベニューにあるインダストリアル・ドライブの実際のカールズ・ジュニアを使った。ジャック・ロンドン州立公園のウルフハウスでも撮影した
- クジョー（1983年）サンタローザとペタルーマで撮影
- Smooth Talk（1985年）、サンタローザ・ショッピングモールとセバストーポルで撮影
- The Blue Yonder（1985年、テレビ）、鉄道広場の"ローワー"4番通り（国道101号線の西）で撮影
- ペギー・スーの結婚（1986年）、サンタローザ高校とペタルーマで撮影
- Wildfire（1988年）、コービー・アベニューのウッド・ポンティアックとキャデラック
- Wired（1989年）、サンタローザで撮影
- ダイ・ハード2（1990年）、サンタローザ・エアセンターで撮影
- Shadow of a Doubt（1991年テレビ）、マクドナルド・アベニューと鉄道駅で撮影
- Stop! Or My Mom Will Shoot!（1992年）サンタローザ・エアセンターで4週間以上をかけて撮影
- フェノミナン（1996年）、冒頭シーンでカリフォルニア大学バークレー校の代わりにサンタローザ・ジュニアカレッジを使用、酒場のシーンには国道101号線近くのバー"The Wagon Wheel"を利用
- スクリーム（1996年）、マクドナルド・アベニューの家屋、パイナー道路のグローサリーストアとブラドリー・ビデオショップで撮影
- 秘密の絆（1997年）、サンタローザ高校とペタルーマで撮影
- Mumford（1999年）、 サンタローザ・ジュニアカレッジなど市内とガーンビル、ヒールスバーグで撮影
- バンディッツ（2001年）、フラミンゴ・ホテルで撮影
- バーバー（2001年）、サンタローザで撮影
- Cheaper by the Dozen（2003年）、鉄道広場で撮影

## 姉妹都市
- ウクライナ、チェルカースィ
- 大韓民国、済州市
- メキシコ、ロスモチス